# Drei-Länder-Tour
Drei-Länder-Tour, dawniej Hessen-Rundfahrt – wieloetapowy wyścig kolarski w Niemczech rozgrywany w latach 1982–2007 w Hesji.

## Zwycięzcy
Opracowano na podstawie:
| Rok  | Pierwsze       | Drugie            | Trzecie         |
| ---- | -------------- | ----------------- | --------------- |
| 2003 | Cédric Vasseur | Maryan Hary       | Axel Merckx     |
| 2004 | Sebastian Lang | Stefan Schumacher | Jérôme Pineau   |
| 2005 | Cezary Zamana  | Lars Boom         | Piotr Wadecki   |
| 2006 | Sebastian Lang | Patrik Sinkewitz  | Fränk Schleck   |
| 2007 | Thomas Dekker  | Jens Voigt        | Michael Boogerd |